# Joseph (entreprise)
Pour les articles homonymes, voir Joseph.
Joseph est une marque de mode  créée à Londres en 1972 par l'entrepreneur marocain Joseph Ettedgui et sa famille.

## Historique
La marque est fondée par Joseph Ettedgui, né à Casablanca, et ses frères Maurice et Franklin. Elle débute par une petite boutique rattachée à un salon de coiffure à King's Road, Chelsea.
Les frères Ettedgui commencent à exposer des vêtements de créateurs dans leur salon de coiffure dans les années 1960, notamment ceux du créateur japonais Kenzo Takada.
Le succès de cette première collaboration a l'ouverture du premier magasin sous le salon de coiffure Chelsea au début des années 1970 et le premier point de vente à grande échelle ouvrant[pas clair] sur Sloane Street en 1979.

### Collaborations
Les magasins Joseph soutiennent au début le travail de créateurs émergents, notamment Margaret Howell, Katharine Hamnett, John Galliano ou Azzedine Alaïa,.
Les vêtements en marque propre sont par la suite lancés, en commençant par des pulls (Joseph Tricot) et une offre complète de vêtements pour femmes, parfums, articles pour la maison (Joseph Pour La Maison). Joseph reçoit des British Fashion Awards, notamment celui de Knitwear Designer of the Year à quatre reprises entre 1990 et 1994 et un British Fashion Award en 2000 présenté par Cherie Blair.
Ils ouvriront également des restaurants (Joe's),. Joseph est alors parmi les premiers à combiner un restaurant et une boutique dans un même espace. Le magasin de Sloane Street dispose d'un restaurant Joe's sur place et le magasin de Brompton Cross de l'autre côté de la rue.
La première boutique, sur Sloane Street, Knightsbridge, ouvre en 1979, conçue par l'architecte Norman Foster.
Joseph a également collaboré avec d'autres architectes et designers – dont Eva Jiricná, Andrée Putman et Raëd Abillama Architects – pour ses boutiques et restaurants.

### Développement de la marque
En 1999, les frères Ettedgui vent une part majoritaire de l'entreprise au financier belge Albert Frère et une participation minoritaire à LVMH.[réf. nécessaire]
En 2000, Albert Frère reprend les parts de Besoussan - qui avait brièvement été PDG de Joseph - et détient ainsi 72 % de l'entreprise. Les boutiques Joseph vendent alors, outre leur propre ligne de produits, les vêtements des créateurs Alexander McQueen, Balenciaga, Azzedine Alaïa, John Galliano ou Diane von Fürstenberg.
En 2004, Joseph a 63 boutiques dans le monde.
En mai 2005, la société est vendue au groupe de mode japonais Onward Kashiyama, partenaire de licence de longue date de Joseph en Asie, pour environ 140 millions de livres sterling. Joseph et Franklin reçoivent 20 millions de livres supplémentaires pour la vente de leurs actions restantes. Les deux hommes quittent l'entreprise fin de 2005.
En 2008, les ventes ont atteint près de 82 millions d'euros.
En 2009, Louise Trotter est nommée directrice artistique de la marque.
Entre 2009 et 2012, Joseph rénove un certain nombre de ses magasins au Royaume-Uni (notamment ceux sur Brook Street, Old Bond Street, Sloane Street et Westbourne Grove) et en France, notamment celui du quartier de St Germain des Près et celui Avenue Montaigne.
En 2010, l'entreprise compte 34 boutiques dans le monde.
En 2011, la société ouvre son premier magasin à Moscou et en 2012, un magasin à Los Angeles. En 2013, la société ouvre des magasins à Beyrouth et à New York.
En février 2016, Joseph ouvre son premier magasin de vêtements pour hommes au 2, Savile Row à Londres.
En 2018, après neuf ans passés à la direction artistique, Louise Trotter quitte la marque ; elle sera remplacée par Susana Clayton,.
Deux ans plus tard, en octobre 2020, Susana Clayton est remplacée par le duo formé du couple de la suédoise Anna Lundbäck et du danois Frederik Dyhr.